# Luka Gugeschaschwili
Luka Gugeschaschwili (georgisch ლუკა გუგეშაშვილი; englisch Luka Gugeshashvili; * 29. April 1999 in Tiflis) ist ein georgischer Fußballtorhüter.

## Karriere

### Verein
Gugeschaschwili startete seine Karriere in der Akademie von Dinamo Tiflis und ging im Sommer 2015 fix in deren erste Mannschaft über. In den wenigen Monaten, in denen er dort war, kam er jedoch nie zum Einsatz. Anfang 2016 wechselte er nach Polen in die U19 von Jagiellonia Białystok. Für die Saison 2017/18 wurde er an Podlasie Biała Podlaska in die vierte polnische Liga verliehen. Zur Saison 2018/19 wurde er bei Jagiellonia zunächst Teil der ersten Mannschaft, wurde aber dann an den FC Dila Gori verliehen, womit er wieder in Georgien spielte. Dort debütierte er am 19. August 2018. Auch in den weiteren Spielen hütete er das Tor. Für die Spielzeit 2019/20 wechselte er nach Spanien zur B-Mannschaft des FC Granada, wo er jedoch kaum Einsätze bekam und nach der Hinrunde wieder zu Dila Gori zurückkehrte. Im Januar 2022 wechselte er auf Leihbasis nach Aserbaidschan zum Qarabağ FK. Dieser verpflichtete ihn zur Spielrunde 2022/23 fest. Seit 2024 ist Gugeschaschwili in Griechenland für den FC Panserraikos aktiv.

### Nationalmannschaft
Nach ein paar Partien mit der georgischen U16, der U17 sowie der Teilnahme an der U-19-Europameisterschaft 2017 spielte Gugeschaschwili auch für die U19 Georgiens. Von September 2018 bis September 2020 kam er zu einigen Einsätzen für die U21. Hier trug er bei seinen letzten drei Einsätzen die Kapitänsbinde.
Sein Debüt bei der A-Nationalmannschaft hatte er am 25. März 2023 bei einem 6:1-Freundschaftsspielsieg über die Mongolei, als er zur zweiten Halbzeit für Giorgi Loria eingewechselt wurde. Zur Europameisterschaft 2024 wurde er als dritter Torwart in den Turnierkader berufen.